# Phodaga
Phodaga is een geslacht van kevers uit de familie oliekevers (Meloidae).
Het geslacht is voor het eerst wetenschappelijk beschreven in 1858 door LeConte.

## Soorten
Het geslacht omvat de volgende soorten:
- Phodaga alticeps LeConte, 1858
- Phodaga marmoratus (Casey, 1891)